# Lungenheilstätte

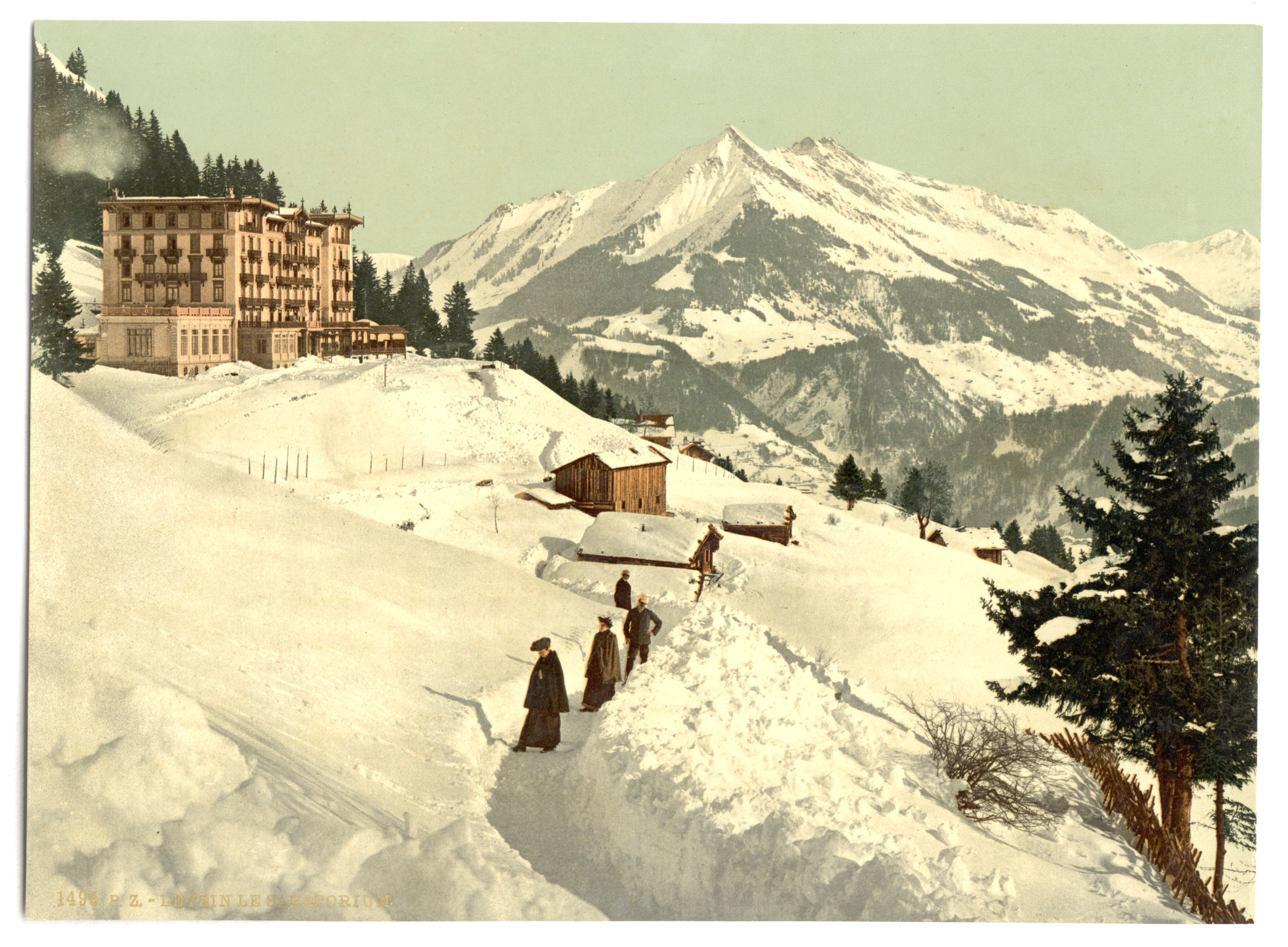
Lungenheilstätte Leysin, Schweiz, um 1900

Der in der zweiten Hälfte des 19. Jahrhunderts geprägte Begriff Lungenheilstätte bezeichnet eine Heilstätte für Tuberkulosekranke, an der die Luftkur durchgeführt wurde, insbesondere in Form von Höhenkliniken. Der Übergang zu Sanatorium und Fachklinik ist fließend.

## Lage und Bedeutung
Im Jahr 1854 hatte Hermann Brehmer die Lungenheilstättenbehandlung eingeführt. Der von Ernst von Leyden gegründete Deutsche Zentralverein zur Errichtung von Heilstätten für Lungenkranke bewirkte einen deutlichen Rückgang der Tuberkulosesterblichkeit. Carl Dorno und Alexander Spengler untersuchten den therapeutischen Wert von Klima und Ultraviolettstrahlung. Höhenkliniken kamen in Mode. Der Zauberberg (1924) hat ein verzerrtes („schönes“) Bild der Lungenheilstätten entstehen lassen. Wirklichkeitsnäher ist die sarkastische Bezeichnung „Mottenbunker“ – wobei mit Motten die Tuberkelbazillen gemeint sind. Der Infektiosität entsprechend befanden sich die Krankenanstalten isoliert von Städten und Dörfern, wenn möglich in Höhenlage. Frauen, Männer und Kinder wurden getrennt untergebracht. Die meisten Häuser hatten große Sonnenterrassen und Gärten, weil die Ultraviolettstrahlung und frische Luft die Heilung fördern. Die abgeschiedene und gesunde Lage begünstigte seit den 1970er Jahren die Umwidmung für Kur und Rehabilitation. Viele Häuser wurden Fachkliniken für Orthopädie oder Psychiatrie.
Nach wie vor ist die Tuberkulose ein gewaltiges Problem der Sozialmedizin und der Infektiologie. So nimmt die Antibiotikaresistenz zu. Dass die Heilstätten weitgehend verschwunden sind, liegt vor allem an Wohlstand und Hygiene. In der Nachkriegszeit in Deutschland und in der Nachkriegszeit in Österreich traten wieder zahlreiche Tuberkulosefälle auf. Viele Lungenheilstätten erlebten eine zweite „Blütezeit“.

## Lungenheilstätten nach Regionen
Unvollständige Liste. E=Einzelnachweise/Geschichte, B=Bilder, DNB=Deutsche Nationalbibliothek.

### Deutschland

#### Baden und Württemberg
- Bad Dürrheim – Hirschhalde[B 1]
- Badenweiler[DNB 1]
- Bolsternang – Überruh[E 2]
- Sanatorium St. Blasien (1881)
- Dischingen – Demmingen[DNB 2]
- Großengstingen  Lungenheilstätte Haid bis 1953[2]
- Haigerloch  St Josefshaus des Mutterhauses Heppenheim Bergstraße[3]
- Kinderheilstätte Schloss Friedenweiler (1922)

- Schloss Horneck (1946–1957)[E 3]
- Malsburg-Marzell – Heilstätten Friedrichsheim / Luisenheim[E 4]
- Nordrach[DNB 3]
- Oppenweiler – Wilhelmsheim[E 2]
- Schloss Rohrbach (Heidelberg)
- Schömberg (Landkreis Calw) – Charlottenhöhe[E 2]
- Stetten am kalten Markt 1916 als militärisches Krankenhaus erbaut, bis 1974 auch zivil betrieben.[4]
- Weinsberg[E 5]
- Stuttgart – Siedlung Ziegelklinge
- Isny – Überruh, Wilhelmsstift[E 6]
- Unterlengenhardt (Bad Liebenzell), Burghalde bis 1971

#### Franken und Bayern
- Donaustauf, erbaut 1907/1908 als Lungenheilstätte von Friedrich Niedermayer
- Fürth – Lungenheilstätte im Fürther Stadtwald, „Waldkrankenhaus“ für Frauen (1903–1980)
- Gauting, für Displaced persons[E 7]
- Herrsching am Ammersee[E 7]
- Krailling – Waldsanatorium Planegg
- Kutzenberg (ab 1946) → Bezirksklinikum Obermain
- Lautrach[E 8]
- Lindenberg im Allgäu Heilstätte Ried
- München – Sanatorium Harlaching (1936)[E 9]
- Münnerstadt – Heilstätte am Michelsberg[E 10]
- Nürnberg – Frankenalb-Klinik Engelthal
- Sackenbach (Lohr am Main) – Lungenheilstätte für Frauen „Maria-Theresien-Heim“ (1914–1985)
- Bad Oberdorf – Alpensanatorium (1946–1950)[E 7]
- Oy-Mittelberg[E 8]
- Pappenheim[DNB 4]
- Parsberg[E 7]
- Schwabthal – Heilstätte Schwabthal
- Wasach (Oberstdorf) – Sanatorium Wasach

#### Harz
- Clausthal-Zellerfeld: Klinik am Hasenbach[E 11], Lungenheilanstalt Erbprinzentanne[E 11]
- Goslar: Königsberg-Sanatorium
- Heilstätte Harzgerode
- Oderberg (Braunlage)
- Schielo[B 2]
- Sorge (Harz): Johanniter-Heilstätte Sorge
- Sankt Andreasberg: Glückauf[E 12]
- Stiege (Harz): Albrechtshaus
- Sülzhayn: Knappschafts-Heilstätte

#### Hessen und Westfalen
- Ambrock[DNB 5]
- Bad Hamm
- Bad Oeynhausen, DRK-Heilstätte
- Beringhausen (Meschede)[E 13]
- Brilon-Wald
- Eberbach (Reichelsheim)[DNB 6][DNB 7]
- Hengsbach (Siegen) (1954–1967)[E 14]
- Immenhausen – Philippstift[B 3]
- Kaufungen[E 15]
- Kelkheim (Taunus) – Ruppertshain[5][6][E 16]
- Melsungen[7][8]
- Nordkirchen, Kinderheilstätte
- Volksheilsstätte Roderbirken
- Winterkasten – Eleonoren-Klinik (1905)[B 4]
- Volksheilstätte Hellersen[E 17]
- Klinik Waldhof Elgershausen
- Wiesbaden-Naurod – Nassauische Heilstätte

#### Mark Brandenburg und Anhalt
- Beelitz-Heilstätten
- Bad Belzig[B 2][E 18]
- Bad Wilsnack, Heilstätte Goethehaus
- Berlin-Blankenfelde[E 19]
- Heilstätte Grabowsee[E 20]
- Heilanstalten Hohenlychen[B 2]
- Lungenheilstätte Kolkwitz[B 2]
- Müllrose
- Stahnsdorf[B 5]
- Treuenbrietzen
- Rathenow[B 2][B 6]
- Waldhaus Charlottenburg in Sommerfeld
- Lostau[DNB 8]
- Oranienbaum[B 7]
- Bad Wilsnack

#### Neumark und Posen
- Hohensalza – Prinz- und Prinzessin-Wilhelm-Kinderheilstätte[E 21]
- Heil- und Pflegeanstalt Obrawalde
- Sternberg – Berliner Lungenheilstätte „Schöneberg“[E 22]
- Trebschen[DNB 9]

#### Nordwestdeutschland
- Amrum – Kinderklinik Satteldüne[E 23]
- Cuxhaven – Seehospital Sahlenburg[E 24]

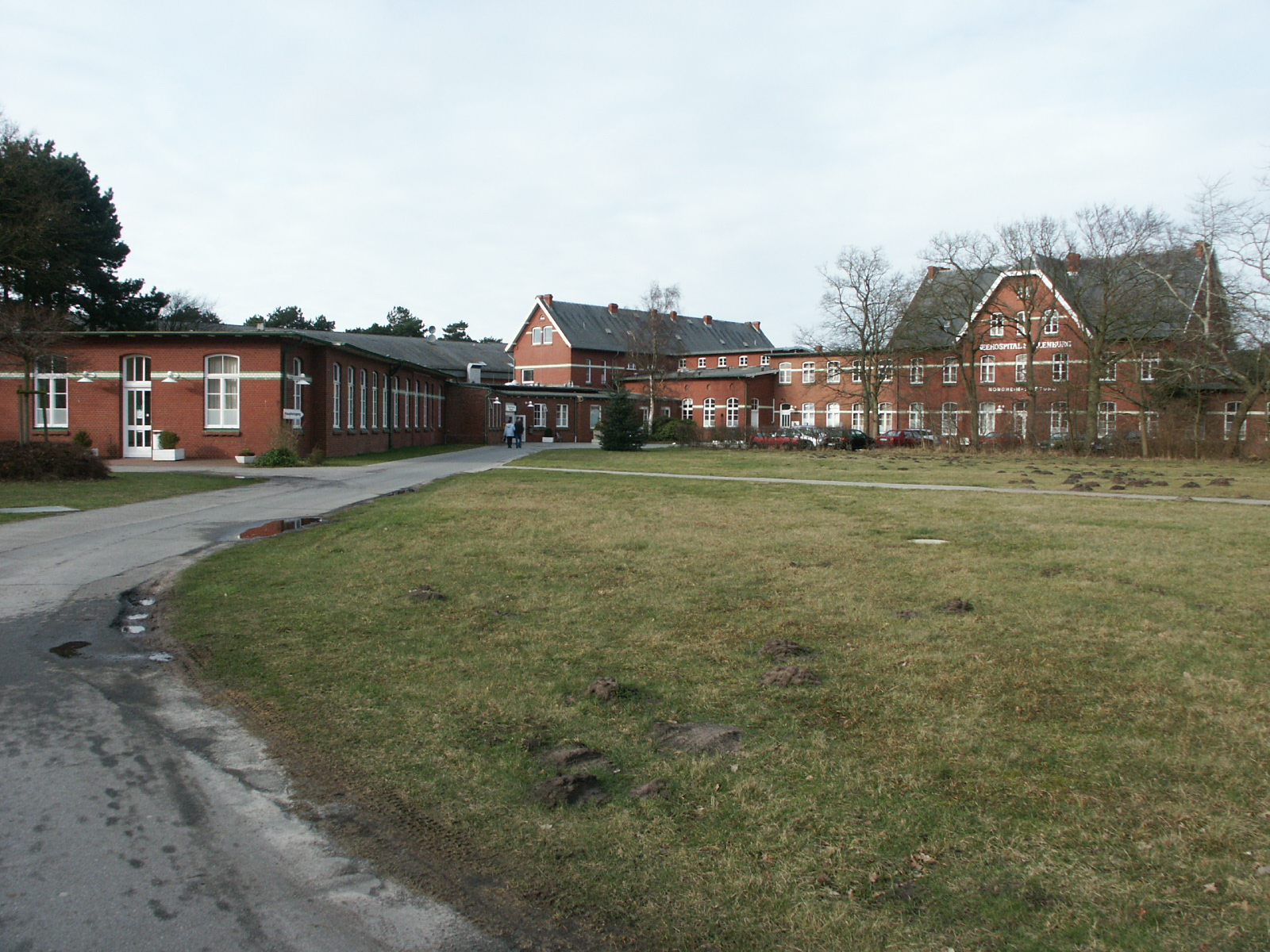
Seehospital Sahlenburg

- Lungenheilstätte Edmundsthal-Siemerswalde
- Gelbensande, Schloss
- Großhansdorf
- Bad Rehburg – Bremer Heilstätte (1893–1898)[E 25]
- Plön – Johanniter-Lungenheilstätte (1881–1957)
- Ringelheim, siehe Schloss und Park Ringelheim#Nachfolgende Nutzung (1942–1969)[E 26]
- Tönsheide – Fachklinik Aukrug
- Schwaan – Fachklinik Waldeck[E 27]
- Schledehausen Lungenheilklinik am Berg[9]
- Wildeshausen – Großherzogin Elisabeth-Heilstätte am Höscherholz (1908–1970)[E 28]

#### Ostpreußen, Westpreußen und Pommern
- Allenstein – Frauenwohl[E 29]

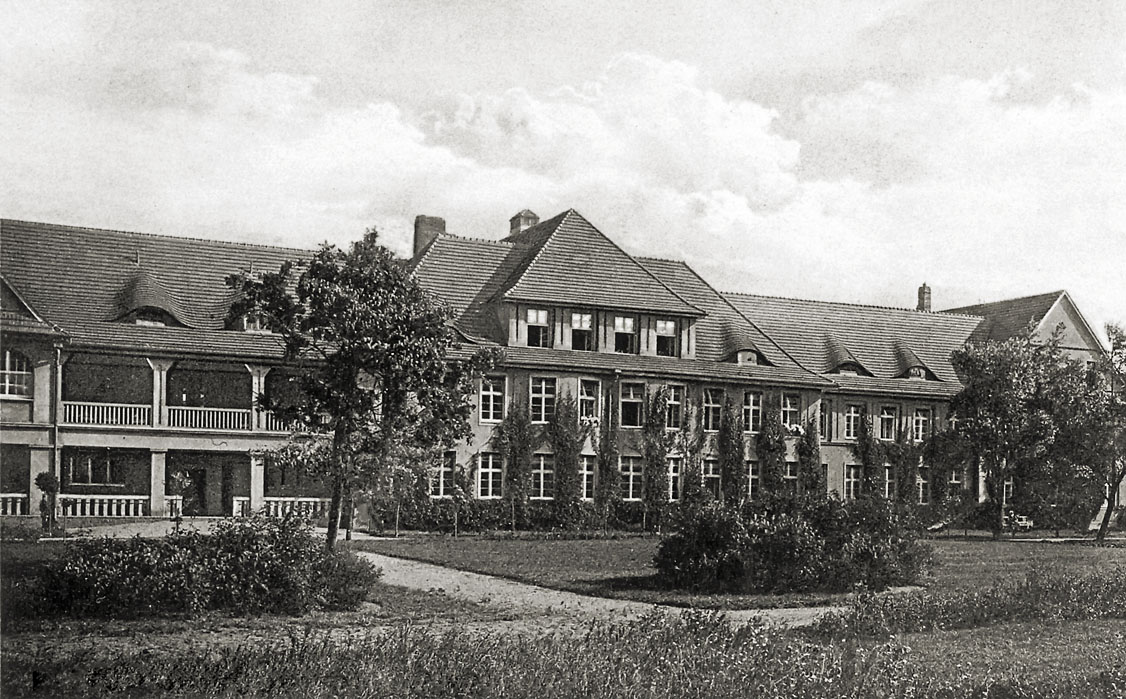
Lochstädt

- Bromberg – Kronprinzessin Cecilie-Heilstätte[E 30]
- Hohenkrug bei Stettin[E 31][E 32]
- Lungenheilstätte Hohenstein
- Kolberg[B 8]
- Lochstädt im Samland, Seeheilstätte für Kinder[E 33]
- Schneewalde bei Königsberg (Pr.), eröffnet (1908)
- Tilsit (Stadtheide), Bau zur Zeit der Weimarer Republik (1928)

#### Pfalz und Saarland
- Dannenfels für die BASF
- Landkreis Saarbrücken – Saarland-Heilstätten mit Häusern in Ludweiler und Kleinblittersdorf[E 34]
- Fachklinik Eußerthal[E 35]
- Waldbreitbach – Antoniushaus[E 36]
- Weibern (Eifel) – Elisabethhaus (1950–1962)[E 37]

#### Rheinland
- Fachklinik Kamillushaus Heidhausen
- Essen-Werden – Heilstätte Holsterhausen[B 9]
- Hardter Wald – Hardterwald-Klinik[B 10][E 38]
- Hohenhonnef
- Ronsdorf – Klinik Bergisch-Land[DNB 10][B 11]
- Rosbach (Windeck) – Auguste-Viktoria-Stiftung
- Villa Sophienhöhe

#### Sachsen, Sachsen-Anhalt und Thüringen
- Adorf/Vogtl.[E 39]
- Albertsberg[E 40]
- Bad Berka – Sophienheilstätte[B 12]
- Bad Gottleuba-Berggießhübel, Heilstätte LVA Sachsen, erbaut 1909–1913
- Bad Reiboldsgrün
- Lungenheilstätte Borna
- Carolagrün[E 41]
- Coswig (Sachsen) – Lindenhof[E 42]
- Etzelbach (Uhlstädt-Kirchhasel)
- Gommern[DNB 11]
- Hohwald (Waldgebiet) – Hohwaldklinik (1905–1925)
- Pulsnitz – Heilstätte Waldheimat
- Radebeul – Fiedlerhaus
- Römhild[E 43]
- Schneeberg – Heilstätte des Landesverbandes sächsischer Krankenkassen
- Schweizermühle
- Schloss Waldenburg (Sachsen) (1948–1998)
- Burg Weißenburg (Thüringen)[E 44]
- Zschadraß[E 45]

#### Schlesien

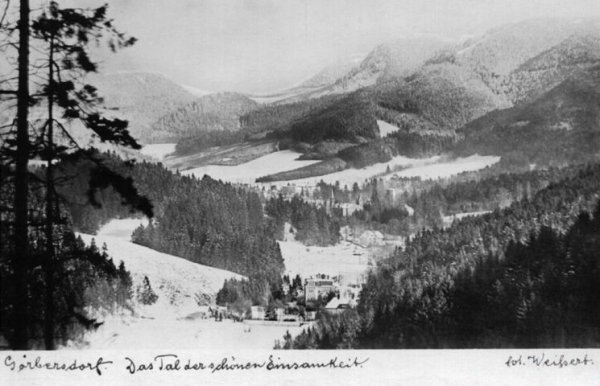
Görbersdorf

- Görbersdorf im Waldenburger Bergland
- Loslau – Volksheilstätte Loslau[E 46]
- Riesengebirge – acht Lungenheilstätten[E 47]
- Bad Ziegenhals[E 48]

### Österreich
- Bludesch – Lungenheilstätte Gaisbühel
- Feichtenbach – Sanatorium Wienerwald
- Hochegg[DNB 12]
- Eisbach (Steiermark) – Hörgas[E 49]
- Enzenbach (Steiermark) – Enzenbach[E 50]
- Groisbach (Gemeinde Alland)[E 51]
- Hochzirl
- Judendorf-Straßengel für Österreichische Bundesbahnen[B 13]
- Laas (heute LKH Laas)[E 52]
- Natters (1940)[E 53]
- Oberfürberg[E 54]
- Rechnitz, Burgenland – Großer Hirschenstein#Pflegezentrum Hirschenstein (1955–1975)
- Schwarzach im Pongau – Grafenhof[B 14]
- Stolzalpe[E 55]
- Landesklinik Sankt Veit im Pongau
- Penzing (Wien) – Otto-Wagner-Spital auf der Baumgartnerhöhe, mit 1.000 Betten das größte Tuberkulosehospital Europas[E 56]
- Tullnerbach – Wilhelmshöhe, für Häftlinge[E 57]
- Wien – Wiedner Spital
- Winzendorf-Muthmannsdorf
- Zwickau in Böhmen – Heilstätte für lungenkranke Kinder (1908)[E 58]

### Russland
- Sanatorium Sosnowy Bor bei Sankt Petersburg

### Schweiz
Von 1916 bis 1925 starben in der Schweiz über 50'000 Menschen an der Lungentuberkulose. Neben den Privatkliniken gab es auch Volksheilstätten. Ende des 19. Jahrhunderts wurden in der Schweiz die ersten Volksheilstätten für Lungenkranke eröffnet: 1895 Heiligenschwendi, 1896 die Basler Volksheilstätte in Davos-Dorf, 1897 die Glarner Volksheilstätte in Braunwald und 1898 die Zürcher Heilstätte Wald. Zu Beginn des 20. Jahrhunderts folgten Sanatorien in Clermont-sur-Sierre, Leysin, Malvilliers, Knoblisbühl, Unterägeri, Allerheiligenberg und 1912 die Barmelweid. In Davos gab es 1918 zwölf kantonale und einige ausländische Volkssanatorien (Niederlande, Deutschland, England usw.). Ende der 1920er-Jahre gab es in der Schweiz 88 Sanatorien als Lungenheilstätten.
- Basler Sanatorium, Davos
- Deutsches Haus (Agra) – Alpensanatorium
- Deutsche Hochgebirgsklinik Davos (1901–1972)[E 59]
- Höhenklinik Wald
- Höhenklinik Allerheiligenberg
- Sanatorio del Gottardo – ehemaliges Militär- und Tuberkulosespital
- Sanatorium Turban, Davos

## Bilder
1. ↑  Hirschhalde
2. 1 2 3 4 5  Lungenheilstätten (private Website) (Memento vom 19. August 2014 im Internet Archive)
3. ↑  Philippstift
4. ↑  Walter Koepff: Von der Heilanstalt zur modernen Klinik (Eleonoren-Klinik)
5. ↑  Stahnsdorf (Memento vom 22. Juli 2015 im Internet Archive)
6. ↑  Rathenow
7. ↑  Oranienbaum (lungenheilstaetten.de)
8. ↑  Kolberg (lungenheilstaetten.de).
9. ↑  Holsterhausen
10. ↑  Die Lungenheilstätte im Hardter Wald (Hindenburger) (Seite nicht mehr abrufbar, festgestellt im April 2019. Suche in Webarchiven)  Info: Der Link wurde automatisch als defekt markiert. Bitte prüfe den Link gemäß Anleitung und entferne dann diesen Hinweis.
11. ↑  Ronsdorf
12. ↑  Sophienheilstätte
13. ↑  Heilstätte der Österreichischen Bundesbahner (Memento des Originals vom 22. Juli 2015 im Internet Archive)  Info: Der Archivlink wurde automatisch eingesetzt und noch nicht geprüft. Bitte prüfe Original- und Archivlink gemäß Anleitung und entferne dann diesen Hinweis.
14. ↑  Grafenhof

## DNB-Nachweise
1. ↑  Friedrich-Hilda-Genesungsheim (Oberweiler); GND 7691121-4
2. ↑  Demmingen (Memento vom 7. April 2015 im Internet Archive)
3. ↑  Heilstätte Nordrach-Kolonie; GND 65889-3
4. ↑  Lungenheilstätte (Pappenheim); GND 5295821-8
5. ↑  Klinik Ambrock; GND 2157537-X
6. ↑  Eberbach, Männer
7. ↑  Reichelheim, Frauen
8. ↑  Lostau
9. ↑  Vollmarstiftung Trebschen
10. ↑  Ronsdorf
11. ↑  Vogelsang
12. ↑  Landesklinikum Thermenregion